# Bogusław Czupryński
Bogusław Jerzy Czupryński (ur. 1946) – polski biotechnolog, profesor nauk rolniczych, dyrektor Instytutu Techniki Wydziału Matematyki, Fizyki i Techniki Uniwersytetu Kazimierza Wielkiego.

## Życiorys
W 1996 r. habilitował się na podstawie pracy zatytułowanej Badania nad wpływem oligodioli pochodnych N,N'-di(hydroksymetylo)mocznika na właściwości sztywnych pianek poliuretanowo-poliizocyjanurowych. W 2005 r. uzyskał tytuł profesora nauk rolniczych. Pracował w Katedrze Chemii i Technologii Polimerów na Wydziale Technologii i Inżynierii Chemicznej Uniwersytetu Technologiczno-Przyrodniczego im. Jana i Jędrzeja Śniadeckich w Bydgoszczy. Był też profesorem w Instytucie Biotechnologii Przemysłu Rolno-Spożywczego im. prof. Wacława Dąbrowskiego oraz w Instytucie Techniki na Wydziale Matematyki, Fizyki i Techniki Uniwersytetu Kazimierza Wielkiego, w którym pełnił funkcję dyrektora.